# Lamar (Missouri)
Lamar – miasto w Stanach Zjednoczonych, w stanie Missouri, siedziba administracyjna hrabstwa Barton.
Według spisu powszechnego z 2020 roku miasto liczyło 4266 mieszkańców. Jest znane jako miejsce narodzin Harry'ego S. Trumana, 33. prezydenta Stanów Zjednoczonych.

## Historia
Miasto Lamar znajdujące się w południowo-zachodniej części stanu Missouri, siedziba hrabstwa Barton, zostało założone w 1856 roku. Zostało nazwane na cześć Mirabeau Buonaparte Lamara, pierwszego prezydenta Republiki Teksasu.

## Transport
W odległości około 3 km na południowy zachód od miasta Lamar znajduje się Port Lotniczy Lamar (ang. Lamar Municipal Airport, ICAO: KLLU, FAA LID: LLU).

## Kultura
- Kino The Plaza Theater
- Kino plenerowe The Barco Drive In[8]